# Vogelinsel (Elfrather See)
Vogelinsel wird eine schmale, unbewohnte Insel im Elfrather See, einer ehemaligen Kiesgrube im Nordosten von Krefeld, genannt.
Das etwa 400 Meter lange und maximal 40 Meter breite Eiland dient als Rückzugsgebiet und Brutplatz für Vögel und darf daher von Menschen nicht betreten werden.